# サブスタンス (ジョイ・ディヴィジョンのアルバム)
『サブスタンス』(原題：Substance 1977-1980)は、1988年に発表されたジョイ・ディヴィジョンのコンピレーション・アルバム。バンドが1977年から1980年にかけて録音した、スタジオ・アルバム未収録の楽曲を収録している。

## 解説
LPは10曲入りだが、CDは「Appendix」（追加トラック）が7曲収録されて17曲入りとなっている。また、LPとCDはジャケットも異なる。
バンドの母国イギリスでは、本作に先行してリリースされた「アトモスフィア」の再発シングルが全英シングルチャートで34位に達し、本作は全英アルバムチャートで7位に達した。また、ジョイ・ディヴィジョンのアルバムとしては初めてアメリカでもチャート・インした。

## 収録曲
1. ワルシャワ - Warsaw - 2:26
  - ジョイ・ディヴィジョンにとって初のリリースとなったEP『Ideal for Living』（1978年）で発表[8]。
2. リーダーズ・オブ・メン - Leaders of Men - 2:35
  - EP『Ideal for Living』で発表[8]。
3. デジタル - Digital - 2:50
  - ファクトリー・レコードのサンプラー・アルバム『A Factory Sample』（1979年）で発表[9]。
4. オートサジェスチョン - Autosuggestion - 6:08
  - ファスト・プロダクトから発売された、3組のバンドの音源を収録したEP『Earcom 2』（1979年）で発表[10]。
5. トランスミッション - Transmission - 3:36
  - 1979年発表のシングル曲。
6. シーズ・ロスト・コントロール - She's Lost Control - 4:45
  - アルバム『アンノウン・プレジャーズ』（1979年）収録曲の別ヴァージョンで、シングル「アトモスフィア」（1980年）のB面で発表。
7. インキュベイション - Incubation - 2:52
  - ソノシートとして発売されたシングル「コマキノ」（1980年）のB面で発表[11]。
8. デッド・ソウルズ - Dead Souls - 4:55
  - 1980年、フランスのレーベル「ソルデド・センチメンタル」から限定リリースされたシングルに「アトモスフィア」と共に収録された[12]。
9. アトモスフィア - Atmosphere - 4:11
  - 1980年発表のシングル曲。
10. ラヴ・ウィル・テア・アス・アパート - Love Will Tear Us Apart - 3:27
  - 1980年発表のシングル曲。

### CDボーナス・トラック
1. ノー・ラヴ・ロスト - No Love Lost - 3:43
  - EP『Ideal for Living』で発表[8]。
2. フェイリャーズ - Failures - 3:44
  - EP『Ideal for Living』で発表[8]。
3. グラス - Glass - 3:53
  - 『A Factory Sample』で発表[9]。
4. フロム・セイフティ・トゥ・ホエア - From Safety to Where - 2:26
  - 『Earcom 2』（1979年）で発表[10]。
5. ノヴェルティ - Novelty - 3:59
  - シングル「トランスミッション」のB面で発表。
6. コマキノ - Komakino - 3:52
  - 1980年にソノシート・シングルとして発表[11]。
7. ディーズ・デイズ - These Days - 3:26
  - シングル「ラヴ・ウィル・テア・アス・アパート」のB面で発表。